# Nässkatan (Hammarland, Åland)
Nässkatan är en udde i Åland (Finland). Den ligger i den västra delen av landskapet, 25 km nordväst om huvudstaden Mariehamn. Nässkatan ligger på ön Fasta Åland.
Terrängen inåt land är mycket platt. Havet är nära Nässkatan åt nordväst. Trakten är glest befolkad. Närmaste större samhälle är Finström, 12,2 km öster om Nässkatan. 